# Justicia maxima
Justicia maxima är en akantusväxtart som först beskrevs av Gustav Lindau, och fick sitt nu gällande namn av Spencer Le Marchant Moore. Justicia maxima ingår i släktet Justicia och familjen akantusväxter. Inga underarter finns listade i Catalogue of Life.